# Wesmaldra
Wesmaldra là một chi nhện trong họ Gnaphosidae.